# Binta Ayo Mogaji
Binta Ayo Mogaji es una actriz nigeriana. Según el crítico de cine Shaibu Husseini, ella ha sido parte de cientos de películas, programas de televisión y producciones teatrales.

## Biografía
Nacida en 1964, Mogaji es nativa de Agbo-Ile, Ibadán. Su padre es un clérigo islámico y su madre, administradora de educación. 

## Carrera profesional
Su primer video casero fue Mojere, realizado en yoruba. Fue premiada como mejor actriz en los premios REEL. En 2015, desacreditó la preferencia de los cineastas por los actores de la generación más joven en Nollywood. Explicó que sus razones no pueden basarse en el acto de profesionalismo, porque no hay nada que los actores más jóvenes estuvieran haciendo que los mayores no puedan hacer. En una entrevista de 2018 con "The Punch", explicó que debido a su origen islámico, nunca ha actuado semidesnuda o realizado escenas de beso en pantalla en sus décadas como actriz. Señaló que los productores conocen el tipo de papel que puede desempeñar.

### Filmografía parcial
- Kasanova (2019)
- Pasito Deinde (2005)
- Àkóbí Gómìnà 2 (2002)
- Eni Eleni 2 (2005)
- Nowhere to be Found
- Why Worry the Barber?
- Sergeant Okoro
- Igbalandogi
- Mojere
- Owo Blow
- Ti Oluwa Nile (1992)[4]
- Motherhood
- Owo Ale
- Ileke
- Ojuju
- Ile Olorogun
- The Bridge
- Checkmate
- Diamonds in the Sky (2019)
- My Village People (2021)[5]
- The Miracle Centre (2020)[6]

## Vida personal
En 2006, se casó con el futbolista retirado y fisioterapeuta, Victor Ayodele Oduleye. Antes de su matrimonio, mantuvo una relación sentimental con el actor Jibola Dabo, con quien tuvo un hijo.